# Ábraham Løkin
Ábraham Løkin Hansen (Fuglafjørður, 16 giugno 1959) è un ex calciatore faroese, di ruolo centrocampista.
Anche i suoi figli Bogi e Karl sono stati calciatori.

## Carriera
Giocò in diverse società delle isole Fær Øer, in Svezia, Danimarca e Francia.
In nazionale giocò in totale 38 partite, di cui 22 in incontri riconosciuti dalla FIFA (tra i quali il primo nella storia delle Fær Øer, contro l'Islanda). Nel 2003 venne selezionato come Golden Player delle Fær Øer.

## Palmarès
- Campionati faroensi: 2

Fuglafjørður: 1979
B36 Toftir: 1992
- Coppa delle Isole Fær Øer: 2

Runavík: 1986, 2002